# فيليسكا
بلدية فيليسكا (بالإسبانية: Vellisca)‏، هي إحدى بلديات مقاطعة قونكة إحدى مقاطعات إسبانيا، و التي تقع في منطقة قشتالة لا منتشا وسط البلاد, و المائلة لجهة الشرق من إسبانيا.
يبلغ عدد سكانها 162 نسمة وفقاً لإحصائية سنة (2007).

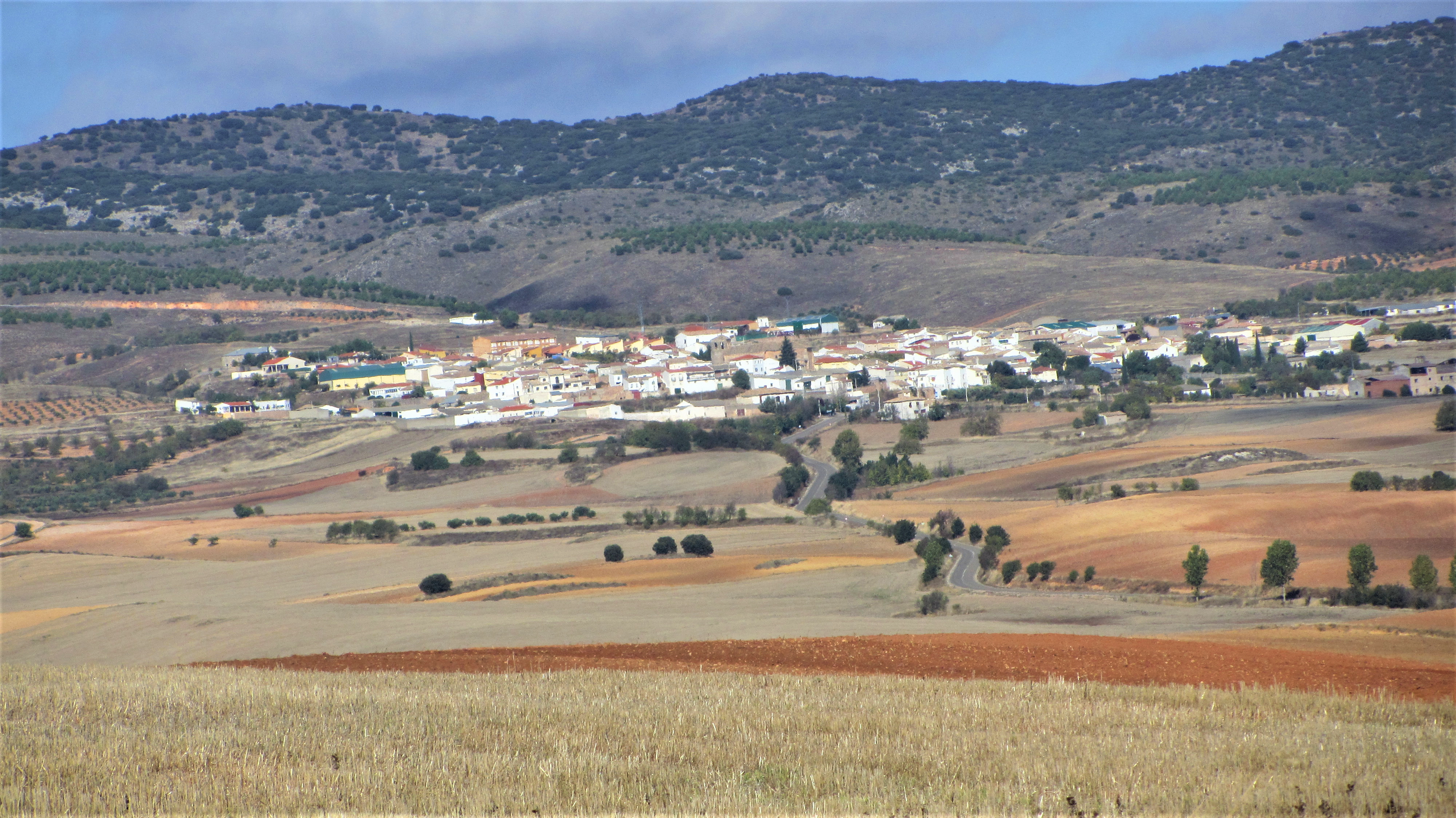
Panoramic
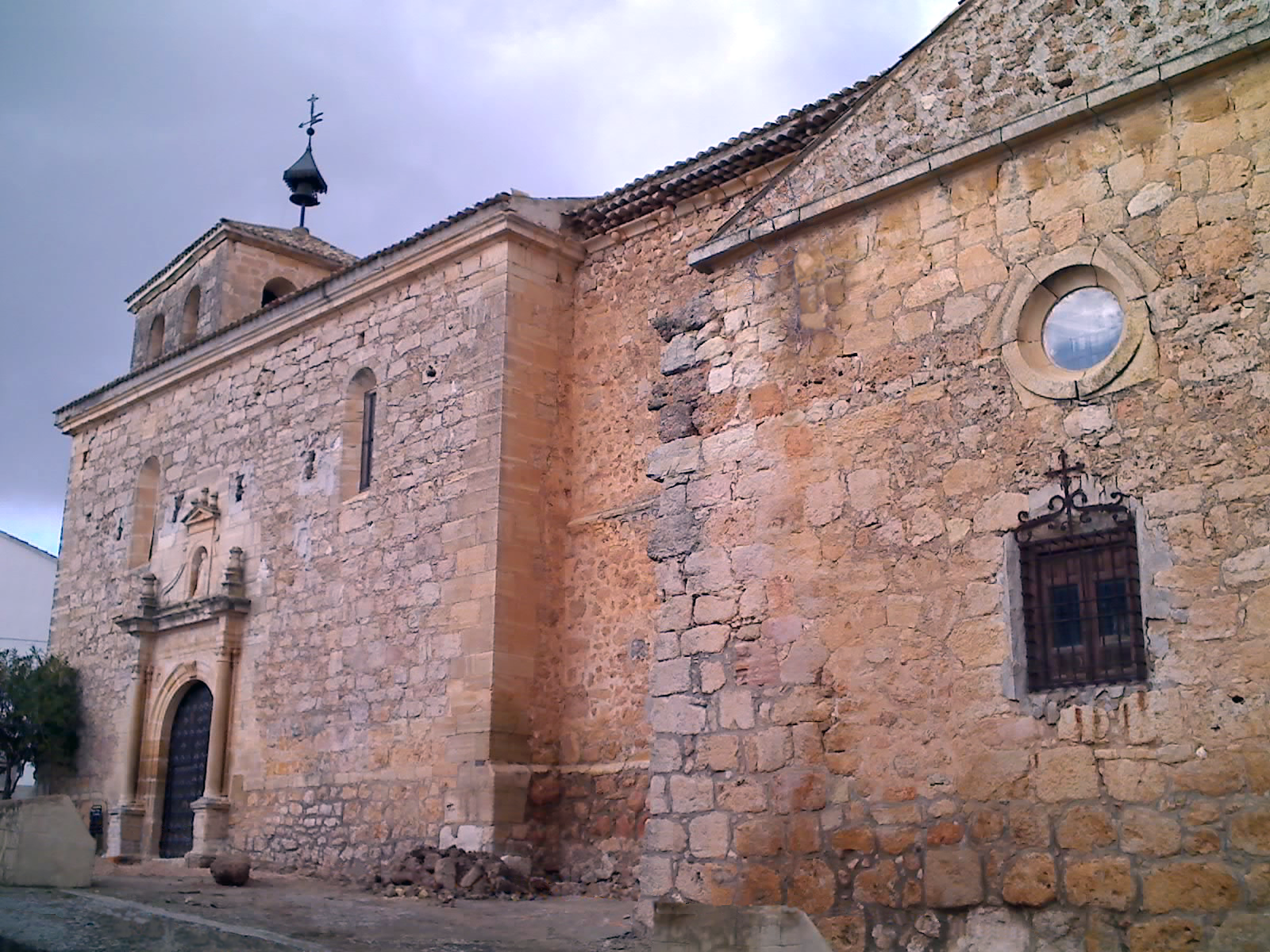
Iglesia de Ntra. Sra. de la Asunción
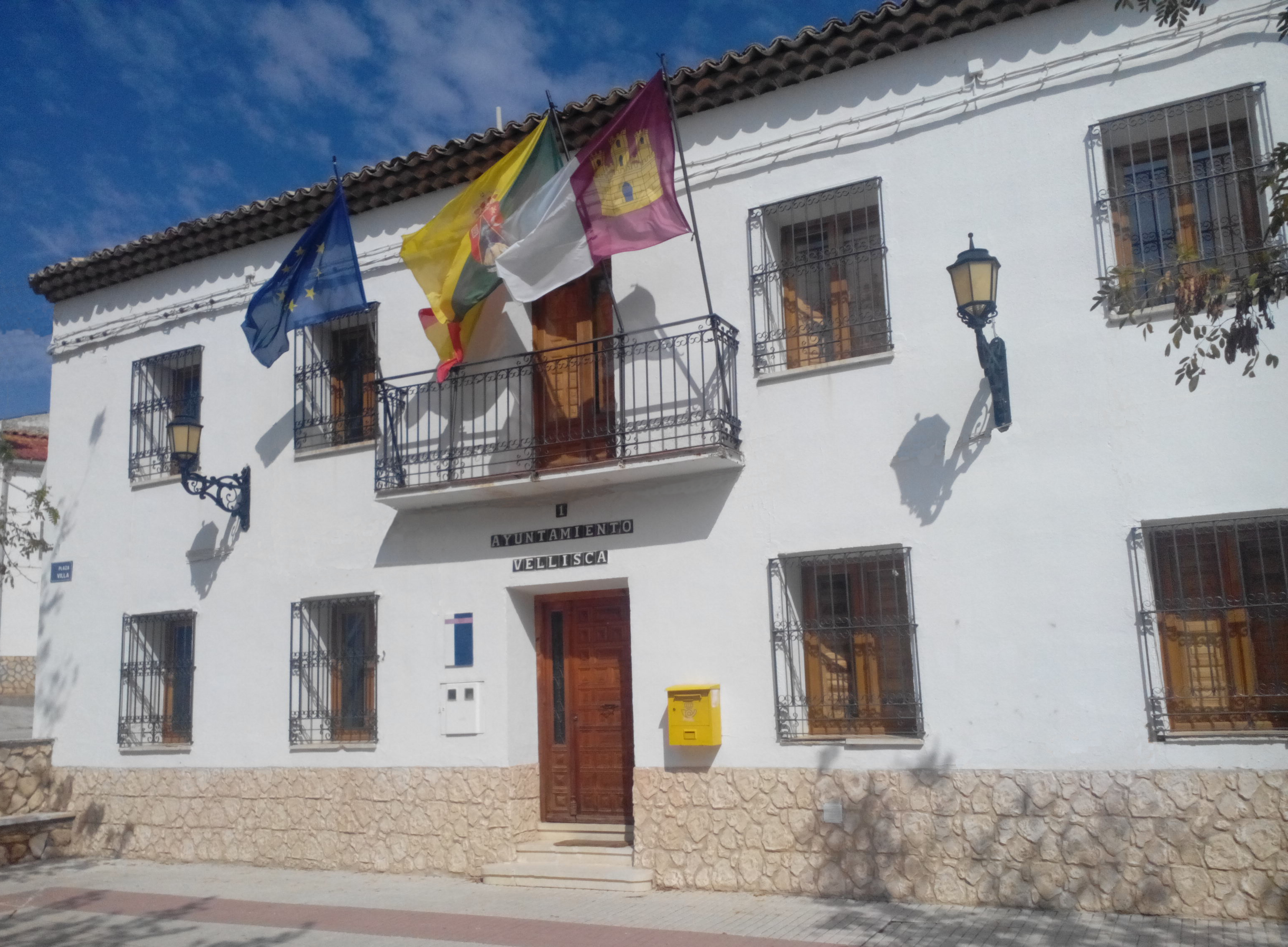
Ayuntamiento
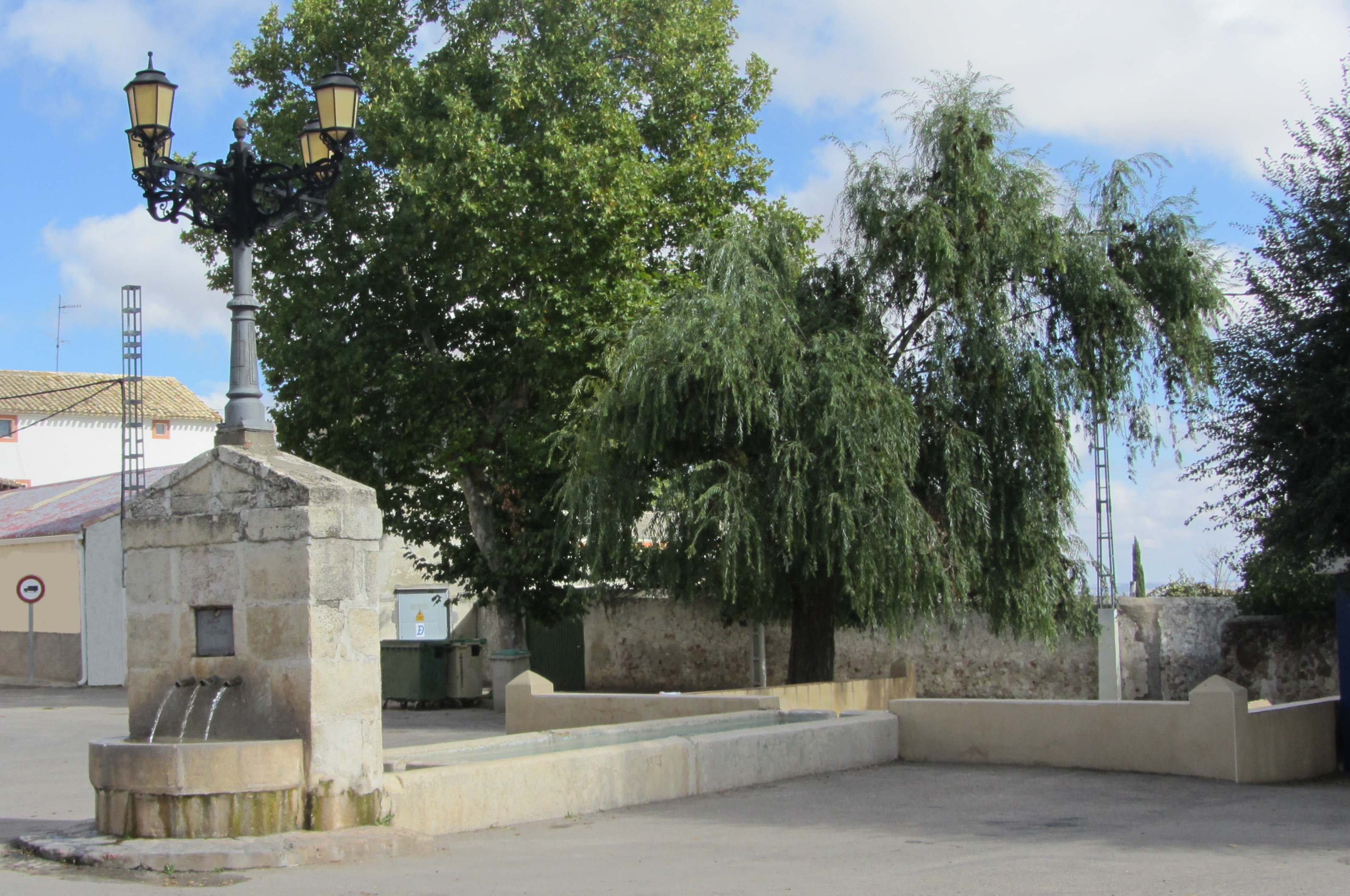
Fuente